# Gelis rufotinctus
Gelis rufotinctus là một loài tò vò trong họ Ichneumonidae.